# Edouard Marçais
Abate Edouard Marçais ( X - 1925 ) fue un botánico, y religioso francés.

## Libros
- édouard Timbal-Lagrave, edouard Marçais. 1888. Plantes critiques: rares ou nouvelles. Ed. J. Lechevalier. 13 pp.
- 1891. Liste des plantes phanérogames, filicinées et characées observées par les membres de la Société française de botanique dans les environs du Mont-Dore, session du 17 au 24 août 1890. 578 pp.
- -----, -----. 2009. Essai Monographique Sur Les Especes Francaises Du Genre Heracleum (1889). 24 pp. ISBN	1120396352

### Traducciones
- Revue des Hiéraciums d'Espagne el des Pyrénées, de Adolphe Scheele; traducción al francés del texto en latín y en alemán [...] con notas de M. Édouard Timbal-Lagrave. Ed. G. Foix. v + 96 pp.[1]

- La abreviatura «Marçais» se emplea para indicar a Edouard Marçais como autoridad en la descripción y clasificación científica de los vegetales.[2]